# Johannisburger Heide

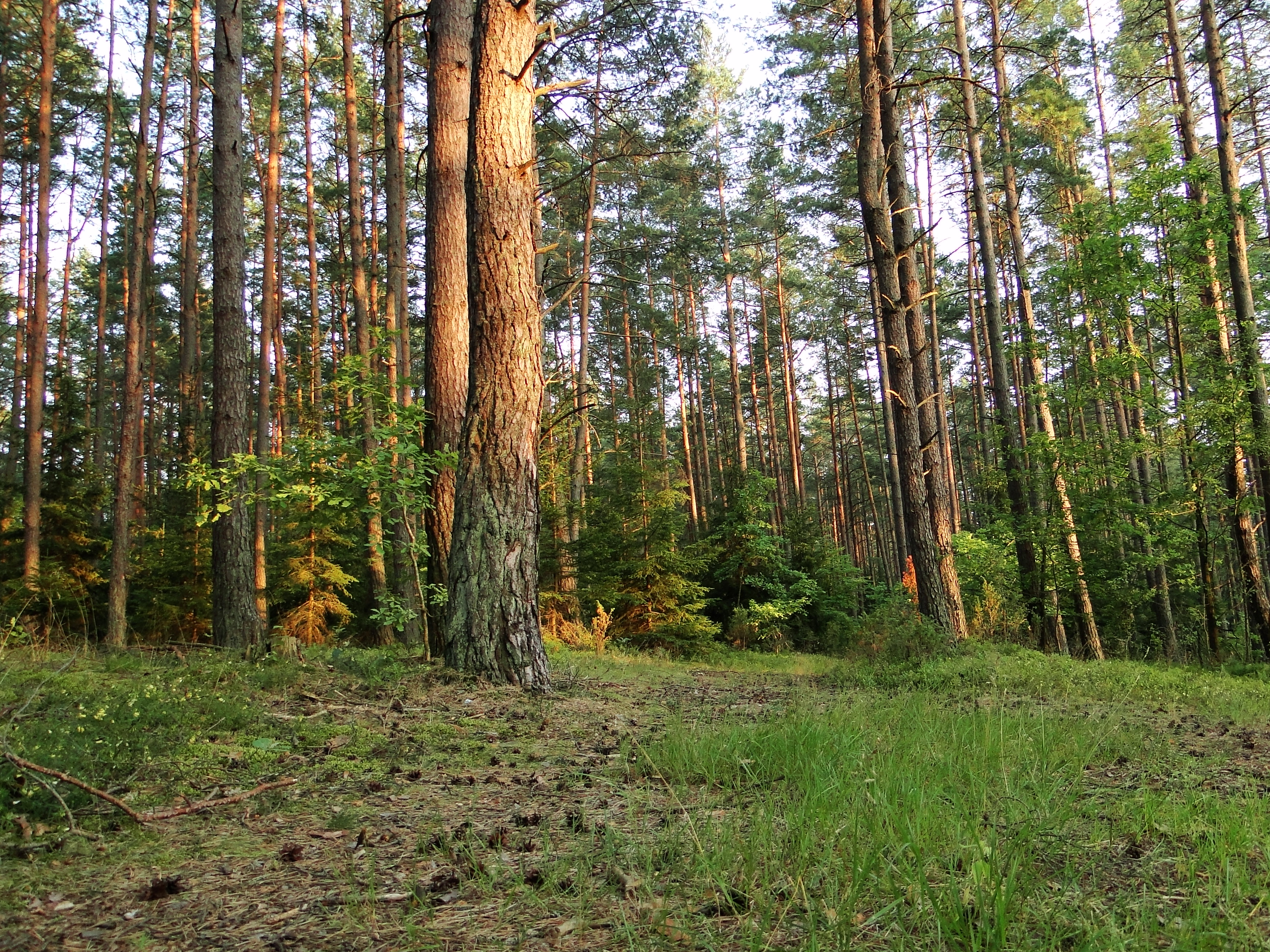
Die Johannisburger Heide ist ein Waldgebiet

Die Johannisburger Heide (polnisch Puszcza Piska) ist ein circa 1005 km² umfassendes Waldgebiet in Masuren. Bis 1945 war es der größte Forst im Deutschen Reich; heute ist es das größte Waldgebiet Polens. Seinen Namen erhielt das Gebiet nach der Stadt Johannisburg, heute Pisz.
Die vorherrschenden Koniferenwälder werden vielerorts durch Laubbaumbestände aufgelockert. Der Baumbestand besteht zu 80 Prozent aus Nadelbäumen, hauptsächlich Kiefern und Fichten, und zu 20 Prozent aus Laubbäumen (Eichen, Weißbuchen, Linden, Birken, Ahorn, Rotbuchen, Schwarz- und Grauerlen). Die Tier- und Pflanzenwelt zeichnet sich durch ihre Artenvielfalt aus. Durch die Nähe zu den masurischen Seen, besonders dem Niedersee, wird das Gebiet auch von Wassersportlern aufgesucht.

## Historisches
In der Zeit des Deutschen Ordens wurde der Wald nicht gerodet und bildete so in einer Linie mit den Masurischen Seen und der Rominter Heide eine natürliche Barriere gegen Polen und Litauen (siehe auch Litauerkriege des Deutschen Ordens). Am Anfang des 20. Jahrhunderts war das auch Johannisburger Wildnis genannte Gebiet 100 Kilometer lang und 45 Kilometer breit.
Der Text des Ostpreußenliedes (Land der dunklen Wälder) geht auf diese Landschaft zurück.